# Nordborg Kirke
Nordborg Kirke er en kirke i den nordvestlige del af Nordborg på Als.
Den består af kor, skib og underste stokværk af et lidt yngre tårn i vest, alt fra o. 1200—50, samt to kapeller, et sengotisk på skibets sydside fra 1686 og et fra 1785 på skibets nordside.
Nordborg Kirke var i middelalderen viet til Sankt Antonius. Kirken hed oprindelig Tontoft kirke efter den lille landsby, der har ligget omkring Tontoft gade, hvor kirke og præstegård ligger. Flækken Købing (senere Nordborg) voksede op omkring det nærliggende Nordborg Slot, der oprindelig hed Alsborg slot, slottet skiftede navn til Nordborg Slot, da Sønderborg Slot blev opført. Nordborg slot havde på et tidspunkt et lille slotskapel, som nu er nedlagt, altertavlen fra dette slotskapel er nu ophængt i Nordborg kirkes nordkapel. I dag fungerer Nordborg slot som efterskole.
Alterbordet dækkes af et renæssancepanel. Altertavlen i bruskbarok dateres til 1655, i midterfeltet ses Nadveren i relief, flankeret af Moses og Johannes Døberen, i topstykket ses Korsfæstelsen. Prædikestolen er udført af Jørgen Ringnis kort efter 1626, den har oprindelig haft karnapform, arkadefelterne med nytestamentlige scener flankeres af apostelhermer. Over korbuen er ophængt et korbuekrucifiks fra omkring 1500. I buen til nordkapellet ses 10 malerier opsat i korsform, de er udført af Kirsten Brorson i 1998 inspireret af salmen Op, al den ting, som Gud har gjort.
Døbefonten af kalksten, er en senromansk kalkstensfont fra Gotland. På kummen ses langhårede menneskehoveder og rundbuede bægerblade.

## Kirkens historie og bygning
Kirken bygges omkring 1200 som en typisk romansk kirke i tegl bestående af skib, kor og apsis. Skibet er bygget på et fundament af kampesten lagt i gravede render. Teglstensmuren af munkesten er muret fra dette fundament umiddelbart under jordniveau. Under tagudhænget er murene dekoreret med buefriser. Der er en dør i nord og syd samt to små romanske vinduer i hver side.
1250 blev kirken udvidet med påbegyndelsen til et tårn mod vest. Tårnet var da måske tænkt som et muret tårn med en overhvælvet, tre-skibet underdel med selve tårnet stående over det midterste skib. Underselen udføres i tegl, som resten af kirken, men der udføres en sokkel med affasede gesimser og under taget udføres en krydsende buefrise. Af ukendte årsager opføres tårnoverdelen dog ikke af tegl, hvilket man stærkt formoder var hensigten på grund af det svære murværk i underdelen. I stedet opføres et tårn af træ. Formen og størrelsen på dette tårn er stort set umulig at fastslå i dag. Kun en formodet bredde kan aflæses af afstanden mellem spor efter de lodrette stolper i vestgavlen. Denne er stor - også i forhold til det formodentlig påtænkte tårn af sten, så generelt må der have været tale om et ret stort tårn. Det må formodes at have været udført som en tømmerkonstruktion med bræddebeklædning. Fra denne periode er nord- og sydsiden samt vestgavlen bevaret med bl.a. en indvendig murtrappe og en åbning / hejseluge i overgavlen.
Omkring 1480 overhvælves kirkens skib med krydshvælv. De romanske spærfag med tværgående bjælker over skibet udskiftes. De nye spærfag udføres som krydsbåndsspærfag, der er konstrueret på en sådan måde, at de tillader de høje hvælv, der rager op i det, der før var loftsrummet.
1544 kom kirken under Christian 3., der 1676 overdrog den til hertug August af Slesvig-Holsten-Sønderborg-Nordborg. 1729 hjemfaldt den til kongen, der derpå besatte kaldet umiddelbart gennem danske kancelli.
1658 var kirken under Anden Karl Gustav-krig udsat for betydelig overlast af de brandenborgske og polske soldaters hærgen. Juledag var kun få sognefolk til gudstjeneste. I et referat kirkebogen skriver sognepræst Chr. Brandt:
"i den Nørborrigske Beleiring, som den Tid var, havde Polakkerne deres Ild i Kirken og opbrændte alle Stolene. Deres Heste førte de ogsaa derind, saa at Sognefolkene imod den Søndag, paa hvilken man kunde holde Gudstjenesten der igjen, maatte rydde Hestemøget ud og staaende bivaane Gudstjenesten."
Hertugen på Nordborg Slot byggede i år 1700 det hertugelige kapel, som danner kirkens østende. Her ligger hertugerne og deres familier stadig i deres kister i rummet bag alteret. Gennem den åbne gitterdør ses kisterne. På trædøren sidder der en liste over hvem der ligger i de forskellige kister.

## Kalkmalerierne
Omkring 1500 byggedes sydkapellet med de interessante kalkmalerier. Malerierne er placeret i hovedskib og kapel. Malerierne er dateret til 1245-1530 (1175-1275 Senromansk, 1375-1475 Gotik og 1475-1550 Sengotik). Malerierne er malet af Nordborgværkstedet/Peter Ly..kt (o. 1525) og et ukendt værksted.
Kalkmalerierne i Nordborg Kirke forestiller scener fra Det Nye Testamente og Dommedag. Malerierne viser Kristus/Jesus (Guds søn), Johannes (evangelist), Johannes Døber (Kristi forløber), Maria (Jesu moder), Peter (apostel), Lukas (evangelist), Markus (evangelist), Matthæus (evangelist), våbenskjolde, vrængefigurer og masker, indvielseskors, indskrifter, fabelvæsener og fantasivæsener, engle og dyr. Derudover indeholder kalkmalerierne rankeslyngornamenter, planteornamentik borter, topornamenter og andre borter. De ornamentale detaljer viser motiverne blomst (naturalistisk), frugt og bær, ranke og blad, krabbeblad og omvundet stav.
Peter Ly..kt (alder ukendt, levede 1525) var en dansk kalkmaler som malede i flere kirker i Sønderjylland. Man kender navnet fra en indskrift i Nordborg kirke. Han er kendt for sine specielle rankeværker med mange blomster. Foruden Nordborg kirke har han malet i Holbøl Kirke, Sottrup Kirke, Broager Kirke og Løjt Kirke.

## Kirkegården
Kirkegården falder i terrasser mod syd og vest. Mod nordvest er den stærkt udvidet og hegnet af et lavt kampestensdige med levende hegn. Hovedindgangen er i øst, hvor en trappe af granit
og piksten, flankeret af jerngelænder og store kastanietræer, fører op ad kirkebakken. Ved kirkebakkens sydlige fod er der portfløje af træ mellem piller af kløvet granit.
På Nordborg kirkegård er sat en gravsten over 21 danske soldater, der blandt andet døde på byens lazaret under Treårskrigen.